# Cornelis Frans Jacobus Blooker (1852-1912)
Cornelis Frans Jacobus Blooker (Amsterdam, 16 september 1852 - Voorburg, 3 juni 1912) was een Amsterdamse arts en wethouder, en lid van de Tweede Kamer der Staten-Generaal.
Cornelis was de zoon van de doopsgezinde cacaofabrikant Cornelis Frans Jacobus Blooker en zijn vrouw Geertje Schuit. Cornelis jr. studeerde geneeskunde aan de Hogeschool te Leiden van 1872 tot 1878, deed in 1877 artsexamen en promoveerde op dissertatie (Over de oorzaak van den dood na ontbinding der poortader). Tijdens zijn studie was hij rector bij het Amsterdamsch Studenten Corps. In 1878 trouwde hij te Leeuwarden met Antje van der Heide. Vervolgens ging hij aan de slag als huisarts te Amsterdam, wat hij tot 1900 zou blijven.
Van 1892 tot 1906 was Blooker gemeenteraadslid in Amsterdam, en in 1895 werd hij wethouder. In 1896 werd hij daarnaast wethouder - eerst van publieke werken, later armwezen en openbare gezondheid. In 1905 verruilde hij de gemeentelijke politiek voor de Haagse, en werd hij lid van de Tweede Kamer der Staten-Generaal, waar de oud-liberaal in 1906 lid werd van de Bond van Vrije Liberalen. In de Kamer sprak hij vooral over volksgezondheidszaken, maar ook over enkele waterstaatkundige onderwerpen. In 1907 verhuisde hij naar Voorburg, en in 1909 werd hij bij de verkiezingen verslagen door een ARP-politicus.
Naast zijn politieke carrière was hij ook actief in diverse geneeskunde-gerelateerde functies. Zo was hij voorzitter van de geneeskundige commissie van het Algemeen Ziekenfonds voor Amsterdam, voorzitter van de Geneeskundige Kring te Amsterdam (vanaf 1891), secretaris van de Noord-Hollandse vereniging Het Witte Kruis en lid/voorzitter van de gemeentelijke gezondheidscommissie. Daarnaast was hij voorzitter van het Burgerlijk Armbestuur te Amsterdam, lid van de Raad van Commissarissen van de Stadsbank van Leening, voorzitter van de commissie van advies voor de bouw van de nieuwe koopmansbeurs, lid van het College van Curatoren van de Universiteit van Amsterdam (vanaf 1905) en voorzitter van de Nederlandsche Maatschappij tot bevordering van de Geneeskunst, afdeling 's-Gravenhage. Ook was hij medeoprichter van het Tijdschrift voor Sociale Hygiëne.
- Biografisch Portaal: 11608669
- International Standard Name Identifier: 0000 0003 9535 4719
- Nederlandse Thesaurus van Auteursnamen: 073261289
- Parlement.com: vg09lky8fiyv
- Virtual International Authority File: 290052500
- WorldCat: E39PBJfmv9jyyqyWpT7V47hj4q